# 21000 Енциклопедія
21000 Енциклопе́дія (21000 L'Encyclopedie) — астероїд головного поясу, відкритий 26 січня 1987 року.
Тіссеранів параметр щодо Юпітера — 3,364.